# فرشته (ترانه مدونا)
«فرشته» (به انگلیسی: Angel) تک‌آهنگی از هنرمند اهل ایالات متحده آمریکا مدونا است که در سال ۱۹۸۵ میلادی منتشر شد.